# Volontari delle Nazioni Unite
I Volontari delle Nazioni Unite (UNV dall'inglese United Nations Volunteers) è un programma delle Nazioni Unite di cooperazione e sviluppo, fondato nel 1971, è dipendente dal Programma delle Nazioni Unite per lo Sviluppo.
Il quartier generale dell'organizzazione si trova a Bonn, in Germania.
Il lavoro dell'UNV è molto vasto, con 7 200 volontari ( 2 867 in Africa, 804 nell'Asia e nell'Oceania, 578 nelle Americhe, 501 in Medio Oriente, 321 in Europa) impegnati in oltre 140 paesi in progetti di sviluppo. I progetti più importanti riguardano l'assistenza sanitaria e progetti scolastici nei paesi in via di sviluppo.
Altra attività dell'organizzazione è quella di coordinare le agenzie umanitarie in caso di guerre o catastrofi naturali, come lo tsunami che ha colpito il sud-est asiatico nel 2004.
Attualmente il direttore esecutivo è Richard Dictus.